# Ikarus 270
Ikarus 270 — автобус дальнего следования венгерской фирмы Ikarus, представленный в 1975 году в единственном экземпляре.

## История
Непосредственным предшественником Ikarus 270 являлся Ikarus 550, который выпускался в 1960-е годы по планам László Finta. Этот автобус уже имел приподнятый уровень пола и ряд других технических характеристик. Когда началось производство Ikarus 260 и Ikarus 280, производитель Finta разработал план по созданию концептуального автобуса, получившего название Safety. Однако реализация этого плана состоялась только в 1975 году под руководством Ивана Бода, когда серийное производство автобусов Ikarus 200 достигло реальных успехов.
Готовый автобус прошёл множество тестовых прогонов и испытаний. После испытаний автобус прошёл через ряд показов и выставок, в том числе на Будапештской международной ярмарке, а затем автобус был передан на завод в собственность фирмы «Икарус». Ввиду отсутствия платёжеспособных покупателей серийное производство не состоялось, и через несколько лет прототип был утилизирован.
Благодаря уникальному характеру, качеству и роскошному оснащению, пресса сравнивала автобус Ikarus 270 с самолётами.

## Особенности
Ikarus 270 оснащён шестицилиндровым дизельным двигателем Raba-MAN D2356 HM6U мощностью 164 кВт.